# Open GDF SUEZ du Périgord
L'Open GDF SUEZ du Périgord è un torneo professionistico di tennis giocato su campi in terra rossa. Fa parte dell'ITF Women's Circuit. Si gioca annualmente a Périgueux in Francia.

## Albo d'oro

### Singolare
| Anno | Campionessa       | Finalista      | Punteggio |
| ---- | ----------------- | -------------- | --------- |
| 2011 | Séverine Beltrame | Audrey Bergot  | 6–4, 6–2  |
| 2012 | Irina Chromačëva  | Mónica Puig    | 6–3, 6–2  |
| 2013 | Teliana Pereira   | Daniela Seguel | 6–1, 6–4  |

### Doppio
| Anno | Campionesse                   | Finaliste                                    | Punteggio        |
| ---- | ----------------------------- | -------------------------------------------- | ---------------- |
| 2011 | Florencia Molinero Erika Sema | Leticia Costas Moreira Inés Ferrer-Suárez    | 6–2, 3–6, [10–7] |
| 2012 | Mailen Auroux María Irigoyen  | Leticia Costas Inés Ferrer Suárez            | 6–1, 6–2         |
| 2013 | Michaela Hončová Laura Thorpe | Anna Katalina Alzate Esmurzaeva Dia Evtimova | 7–6(7–3), 6–1    |